# Kålltorpsskolan
Kålltorpsskolan är en kommunal grundskola vid Intagsgatan i stadsdelen Kålltorp i Göteborg. 
Kålltorpsskolan invigdes den 6 mars 1943 av ecklesiastikminister Gösta Bagge. Kålltorpsskolan hade ritats av arkitekt Åke Wahlberg i funktionalistisk stil och byggd i ljusbrunt tegel av byggnadsfirman Lars Hansson. Skolan är 135 meter lång och har tre stora huskroppar: småskola och folkskola, hopfogade med en centralbyggnad med platt tak med solaltan. Småskolan (årskurs 1-2) höll till i ett tvåvåningshus och folkskolan i ett trevånings. I byggnaderna fanns inte mindre än 44 klassrum, varav ett för undervisning i naturkunnighet. I källarvåningen var det lokaler för trä och metallslöjd. Bamba, skolbespisningen låg i bottenvåningen på småskolan. Dessutom fanns lärarrum, översamlingssal med plats för 280 barn i ett våningsplan i den centrala delen av byggnaden. Fonden i salen är utsmyckad med en muralmålning samt en landskapsmålning av Harald Selander. Därunder låg ett cykelgarage för det stora antalet elever som cyklade till skolan. För detta krävdes ett speciellt cykelkort. I biblioteket fanns en radioapparat och kring den fick eleverna trängas när det var skolradio. Gymnastiken hade eleverna i en separat byggnad med två gymnastiksalar ovanpå och omklädningsrum i bottenvåningen. Där fanns också ett skolbad med rader av små badkar samt en liten simbassäng. Badet togs bort 1974 och lokalerna blev utrymme fler gymnastiklärarna. En skolträdgård låg utefter Ekströmsgatan. Där skolan ligger fanns tidigare en stor äng, Svensängen. När skolan stod färdig hade kostnaderna belöpt sig till drygt 1,7 miljoner kronor. År 1960 hade skolan blivit för liten, men det skulle dröja 10 år innan nya byggnader kom till. En ny institutionsbyggnad i gult tegel intill infarten från Qvidingsgatan, sammanbunden med folkskolan med ett tvåvåningshus där skolträdgården tidigare låg, invigdes 1970. Påföljande år var de nya bespisningslokalerna färdiga. Huset, som är uppfört i rött tegel, ligger på en bergsknalle sydväst om skolan.